# Centropus cupreicaudus
Centropus cupreicaudus е вид птица от семейство Cuculidae.

## Разпространение
Видът е разпространен в Ангола, Ботсвана, Замбия, Зимбабве, Демократична република Конго, Малави, Мозамбик, Намибия и Танзания.